# Heterorhabdus caribbeanensis
Heterorhabdus caribbeanensis is een eenoogkreeftjessoort uit de familie van de Heterorhabdidae. De wetenschappelijke naam van de soort is voor het eerst geldig gepubliceerd in 1970 door Park.